# Josef Trávníček
Josef Trávníček (* 18. března 1921 Sloup – 1979?[zdroj?]) byl český a československý politik KSČ, za normalizace ministr obchodu České socialistické republiky.

## Biografie
V letech 1940–1945 pracoval ve Škodových závodech v Adamově jako dělník. Od roku 1946 byl zástupcem sociálně politického ředitele podniku ČKD Blansko. Angažoval se i v místní politice. V období let 1948–1951 byl členem rady a tajemníkem MNV v obci Těchov a v letech 1948–1959 byl členem tamního Akčního výboru Národní fronty. V letech 1949–1950 zasedal v předsednictvu Okresního výboru KSČ v Blansku. Bylo mu uděleno Vyznamenání Za zásluhy o výstavbu.
V letech 1951–1958 byl zaměstnán na ministerstvu potravinářského průmyslu jako vedoucí oddělení práce a mezd a následně na tomto ministerstvu působil na postu vedoucího ekonomické skupiny. V roce 1960 se stal náměstkem ministra potravinářského průmyslu. V roce 1967 byl jmenován ekonomickým ředitelem oborového ředitelství Cukrovarnického průmyslu. V roce 1969 nastoupil do funkce generálního tajemníka Českého svazu potravinářského průmyslu. Od roku 1970 pak vykonával funkci náměstka českého ministra obchodu.
V prosinci 1971 byl jmenován členem české druhé vlády Josefa Korčáka jako ministr obchodu. Ve funkci ministra se účastnil v roce 1975 slavnostního otevření obchodního domu Kotva.